# Obereopsis nigrivertex
Obereopsis nigrivertex là một loài bọ cánh cứng trong họ Cerambycidae.